# 双河乡 (苍溪县)
双河乡，是中华人民共和国四川省广元市苍溪县曾经下辖的一个乡。2020年5月，撤销河地乡、双河乡，设立河地镇，以原河地乡和原双河乡所属行政区域为河地镇的行政区域。

## 行政区划
双河乡撤销前下辖以下地区：
双河村、国庆村、天灵村、地灵村、龙寨村、塔山村、玉涧村、榨垭村、龙固村和天寨村。